# Новая ратуша (Висбаден)
Новая ратуша (нем. Neues Rathaus) — историческое здание в Висбадене, в южной части Дворцовой площади, где размещаются городские власти: обер-бургомистр, городской совет, городское управление. Здание в стиле неоренессанс было построено в 1883—1887 годах под руководством архитектора Георга фон Хауберриссера.